# Montagu Toller
 Der er for få eller ingen kildehenvisninger i denne artikel, hvilket er et problem. Du kan hjælpe ved at angive troværdige kilder til de påstande, som fremføres i artiklen.

Montagu Henry Toller (1. januar 1871 i Barnstaple i Devon – 5. august 1948 i Titchfield i Hampshire) var en britisk cricketspiller som deltog i de olympiske lege 1900 i Paris.
Symes blev olympisk mester i cricket under OL 1900 i Paris.
Han var holdkaptajn på det britiske hold Devon & Somerset County Wanderers som besejrede det franske crickethold Union des Sociétés Françaises de Sports Athlétiques med 262-104 i finalen, en finale som foregik over to dage.